# Bupleurum kargli
Bupleurum kargli är en flockblommig växtart som beskrevs av Roberto de Visiani. Bupleurum kargli ingår i släktet harörter, och familjen flockblommiga växter. Inga underarter finns listade i Catalogue of Life.